# سانت أدموند بوري (دائرة انتخابية في المملكة المتحدة)
سانت أدموند بوري (بالإنجليزية: Bury St Edmunds)‏ هي إحدى الدوائر الانتخابية في المملكة المتحدة الممثلة في مجلس العموم في برلمان المملكة المتحدة.
عضو البرلمان الذي يمثلها حالياً هو :Mr David Ruffley (Con).